# Highland Wildlife Park
 (décembre 2016).
Si vous disposez d'ouvrages ou d'articles de référence ou si vous connaissez des sites web de qualité traitant du thème abordé ici, merci de compléter l'article en donnant les références utiles à sa vérifiabilité et en les liant à la section « Notes et références ».
Le Highland Wildlife Park est un parc zoologique écossais situé dans le council area de Highland, près de Kingussie. Le parc prend place dans le parc national de Cairngorms.
Il a été visité par 136 843 visiteurs en 2016.

## Histoire
Le Highland Wildlife Park ouvre en 1972 et est géré par la Royal Zoological Society of Scotland depuis 1986. Le parc est ouvert tous les jours de l'année, si le temps le permet.
En 1980, le parc devient célèbre en accueillant "Felicity le Puma", un puma qui a apparemment été capturé par un agriculteur non loin de là. Le puma passe le reste de sa vie dans le parc et est aujourd'hui empaillé et présenté au musée d'Inverness. Dans le passé le parc a également accueilli plusieurs spécimens du célèbre chat de Kellas.

## Animaux

### Principale réserve

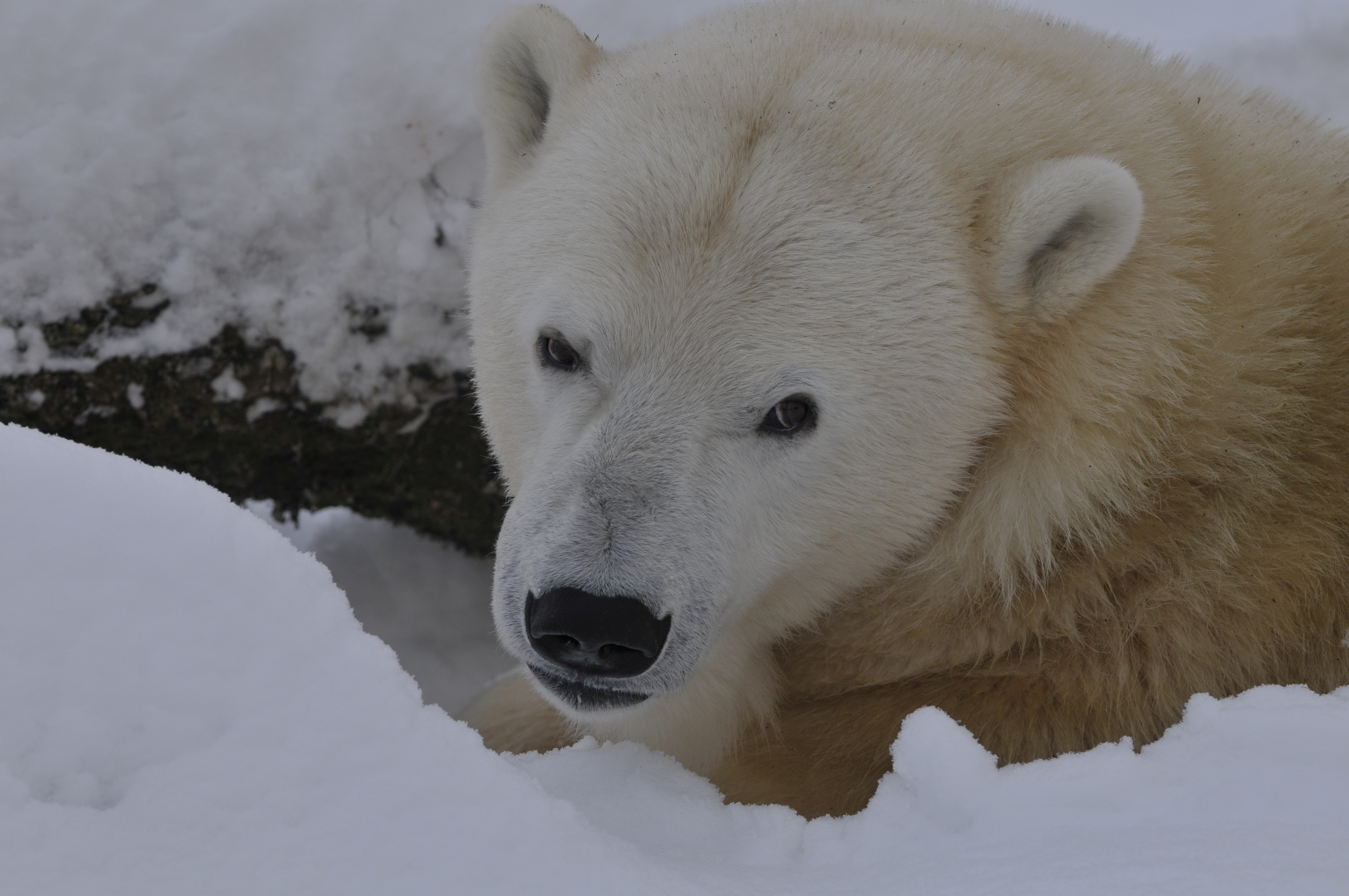
Mercedes l'ours polaire après une chute de neige.

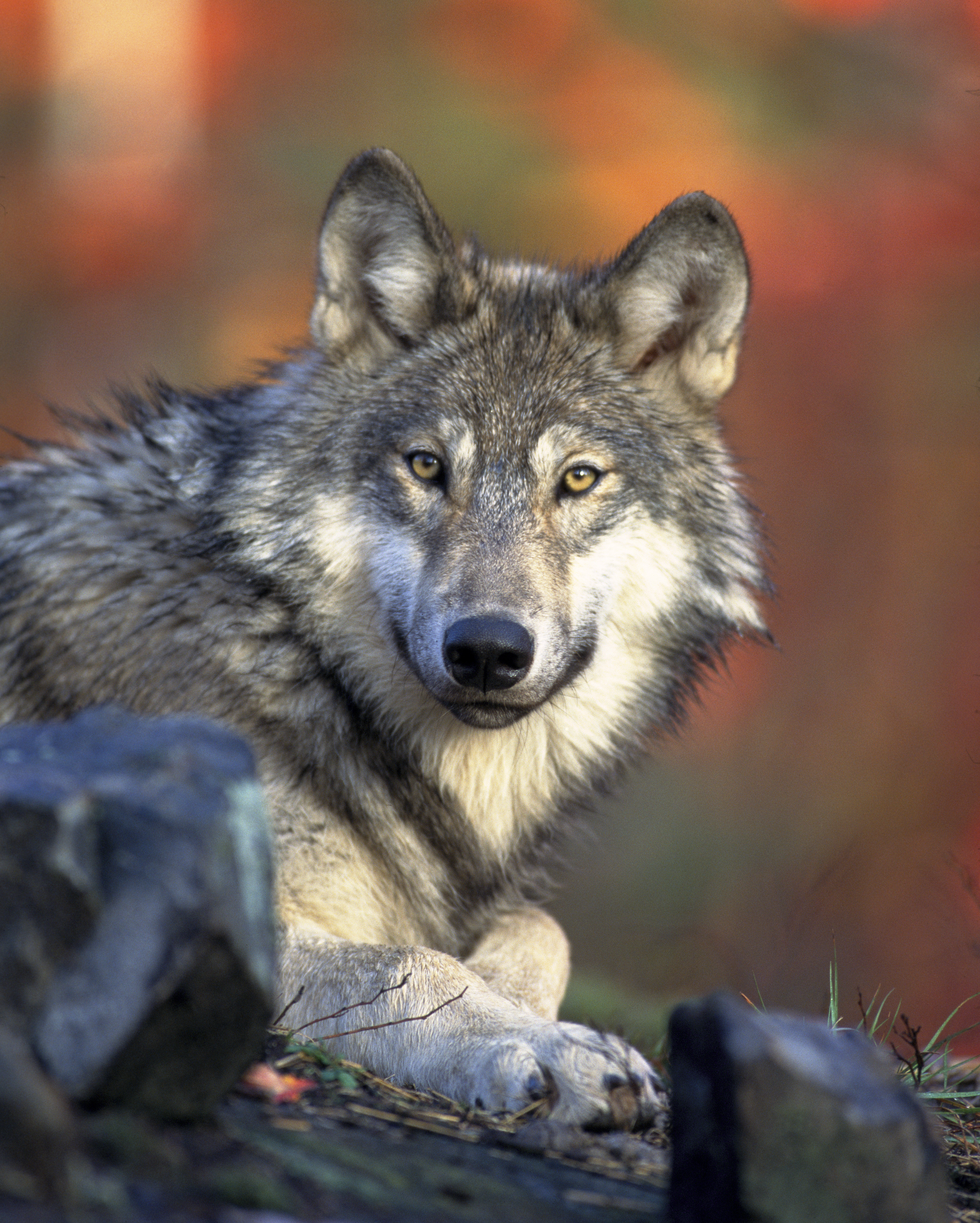
Le parc a gagné un prix pour son enclos à loups

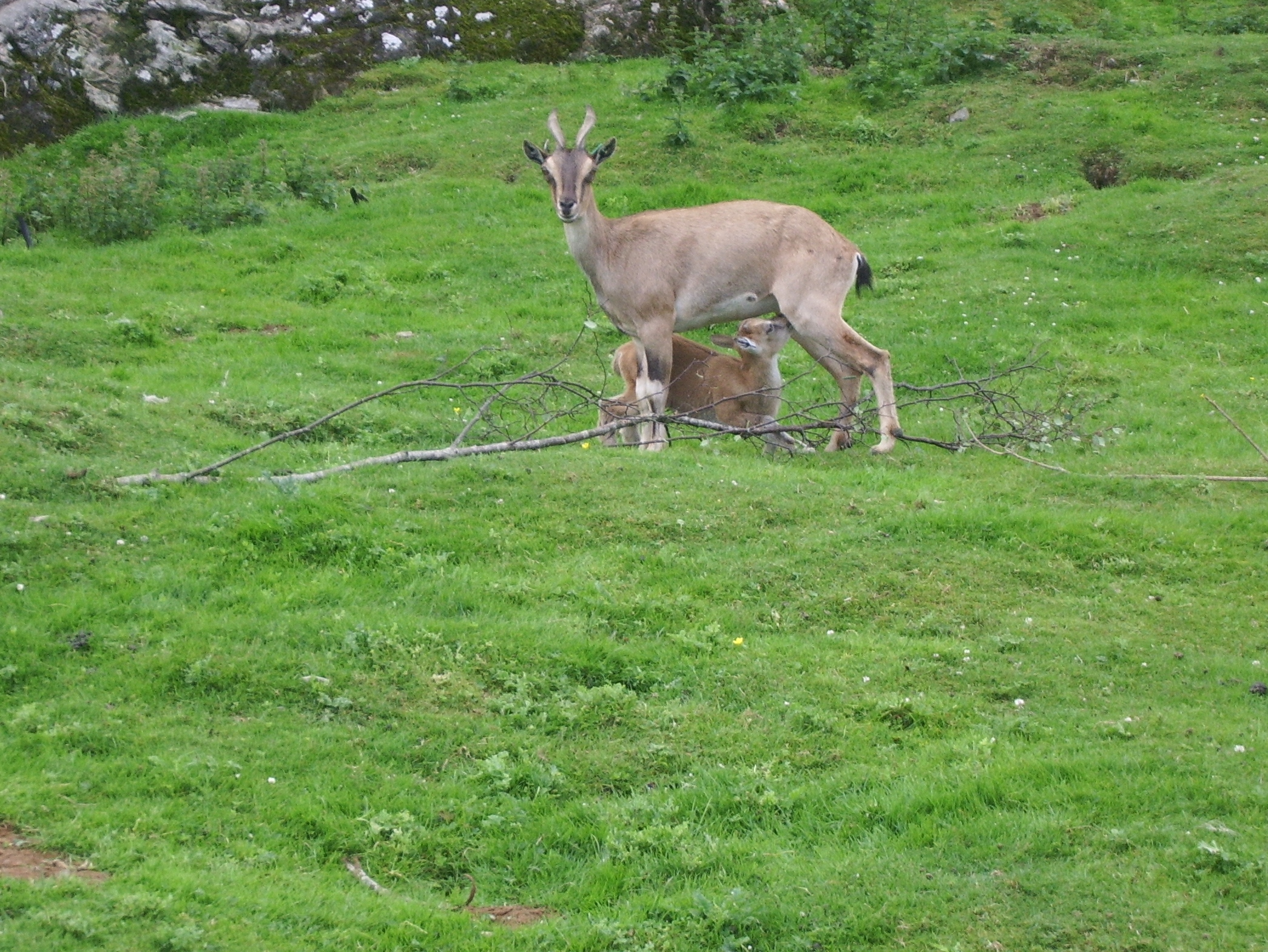
Femelle Markhor au Wildlife Park

- Élan d'Europe
- Bison d'Europe
- Cheval de Przewalski
- Cerf élaphe
- Chameau de Bactriane
- Wapiti
- Renne domestique
- Renne des forêts européennes
- Kiang
- Yak
- Jharal
- Takin

### Enclos alentour
- Chat sauvage
- Bubo
- Martre des pins
- Écureuil roux
- Lagopède d'Écosse
- Lynx
- Oie cendrée
- Loup gris
- Faisan
- Tétraogalle de l'Himalaya
- Ours polaire
- Goral
- Pseudois nayaur
- Markhor
- Urial
- Panda roux
- Harfang des neiges
- Renard arctique
- Macaque japonais
- Saro du Japon
- Tigre de Sibérie
- Castor d'Europe
- Vivarium (Lézard vivipare, Orvet, Triton palmé)

## Attractions
Les visiteurs peuvent observer dans le parc la vie sauvage passée et présente d'Écosse dans le cadre magnifique des Highlands. On peut voir des animaux qui vivent actuellement en Écosse, des animaux qui y ont vécu, et des animaux d'autres régions montagneuses à travers le monde. Les visiteurs peuvent faire le tour de la principale réserve en voiture, puis peuvent se balader à pied sur des chemins tracés. 
L'enclos abritant des Loups gris a remporté le prix ZooLex en 2003 pour avoir reconstitué une vaste aire de vie pour ses animaux qui vivaient encore dans la région au XVIIIe siècle. Depuis cet enclos abrite Mercedes, seul ours polaire de Grande-Bretagne visible par le public, les loups ayant été déplacés dans un enclos adjacent.